# Шнайдер, Марк
Маркус Блейк «Марк» Шнайдер (англ. Marcus Blake "Marc" Schneider; род. 28 апреля 1973, Лаббок, Техас) — американский гребец, выступавший за сборную США по академической гребле во второй половине 1990-х годов. Бронзовый призёр летних Олимпийских игр в Атланте, двукратный чемпион Панамериканских игр в Виннипеге, победитель и призёр многих регат национального значения.

## Биография
Марк Шнайдер родился 28 апреля 1973 года в городе Лаббок, штат Техас.
Учился в старшей школе в Эверетте, штат Вашингтон, затем поступил в Вашингтонский университет. Одновременно с учёбой занимался академической греблей, состоял в университетской гребной команде, неоднократно принимал участие в различных студенческих регатах. Позже проходил подготовку в Принстонском тренировочном центре в Нью-Джерси.
Дебютировал в гребле на взрослом международном уровне в сезоне 1995 года, когда вошёл в основной состав американской национальной сборной и в зачёте распашных безрульных четвёрок лёгкого веса выступил на чемпионате мира в Тампере — сумел квалифицироваться здесь лишь в утешительный финал B и расположился в итоговом протоколе соревнований на седьмой строке.
Благодаря череде удачных выступлений удостоился права защищать честь страны на домашних летних Олимпийских играх 1996 года в Атланте. В составе экипажа, куда также вошли гребцы Джефф Пфендтнер, Дэвид Коллинз и Уильям Карлуччи, в программе лёгких безрульных четвёрок пришёл к финишу третьим позади команд из Дании и Канады — тем самым завоевал бронзовую олимпийскую медаль.
После атлантской Олимпиады Шнайдер остался в составе гребной команды США на ещё один олимпийский цикл и продолжил принимать участие в крупнейших международных регатах. Так, в 1999 году на Панамериканских играх в Виннипеге он одержал победу сразу в двух дисциплинах: в рулевых четвёрках и в безрульных четвёрках лёгкого веса. Помимо этого, выступил на мировом первенстве в Сент-Катаринсе, где занял в лёгких безрульных четвёрках итоговое девятое место.
Находясь в числе лидеров американской национальной сборной, благополучно прошёл отбор на Олимпийские игры 2000 года в Сиднее. Однако на сей раз попасть в число призёров не смог, в программе безрульных четвёрок лёгкого веса финишировал шестым. Вскоре по окончании этих соревнований принял решение завершить спортивную карьеру.